# Дональд, Джеральд
Джеральд Дональд — техно-продюсер и композитор из Детройта. Вместе с Джеймсом Стинсоном он сформировал афрофутуристический техно-дуэт Drexciya, а также, Джеральд является основным участником Dopplereffekt.

## Биография
Дональд, как известно, хранит молчание о себе и даже о своем участии в различных музыкальных проектах. В интервью 2013 года, когда его спросили о его анонимности и его работе с Джеймсом Стинсоном и Drexciya, он сказал: «Я не буду прямо указывать на мое участие в каком-либо проекте. Я оставлю этот вопрос открытым для интерпретации наблюдателя. Была сама музыка и концепция. Я придерживаюсь этой философии. Люди тратят слишком много времени на взаимодействие с личностями, а не с музыкой, которая сопровождает их». Часто называемый афрофутуристом, он сказал, что «не хочет указывать какую-либо конкретную этническую принадлежность».
Участвуя в Drexciya он написал множество техно-песен, в которых была построена афрофутуристическая мифология, в которой участвовали дрексийцы, подводная раса, «потомки африканских женщин, брошенных за борт в трансатлантической работорговле». В их песнях были упоминания моря и морские темы и названия. Вживую они появлялись только в масках.
Ещё одним музыкальным проектом Джеральда является Dopplereffekt. Кроме того, Дональд был участником электро-группы Der Zyklus (нем.букв."Цикл").
Arpanet — один из псевдонимов Джеральда Дональда, специально придуманный для дуэта Dopplereffekt. Этот псевдоним назван в честь сети ARPANET, которая являлась предшественником Интернета и ARP Instruments, одной из первых компаний-производителей синтезаторов.
В Dopplereffekt входили участники из Drexciya, то есть, Джеймс Стинсон и Джеральд Дональд. Однако, после смерти Стинсона, в 2002 году, дуэт распался. Но Джеральд всё равно сохранил свой псевдоним и начал выпускать под ним треки в жанре детройт-техно.
Другой псевдоним, который использовал Дональд, — Heinrich Mueller, являлся отсылкой к нацистскому командиру.

## Дискография

### Синглы
- 2006 — Relativity
- 2009 — Drexciyan Connection
- 2018 — Einstein Ring

### Альбомы и EP
- 2002 — NTT DoCoMo (мини-альбом)
- 2002 — Wireless Internet (альбом)
- 2005 — Quantum Transposition (альбом)
- 2006 — Reference Frame (мини-альбом)
- 2006 — Inertial Frame (альбом)
- 2020 — Dimensional Shifting (альбом)
- 2021 — Hydrostatic Equilibrium (мини-альбом)

### Участие в релизах
- 2018 — Phases (мини-альбом)